# Philip Harben
Philip Hubert Kendal Jerrold Harben (* 17. Oktober 1906 in Fulham; † 27. April 1970) war ein britischer Koch und einer der ersten TV-Köche.

## Leben
Harben wurde 1906 in Fulham geboren und ging an die Highgate School. Seine Mutter war die Bühnenschauspielerin Mary Jerrold. Sein Vater Hubert Harben war Bühnenschauspieler. Seine Schwester war Joan Harben. Sie sprach bei mehreren BBC Radioproduktionen.
Seine erste Anstellung hatte er als Werbefotograf, danach übernahm er die Küche des Isobar in Hampstead. 1940 meldete er sich bei der Royal Air Force, wobei eine Augenverletzung seine Pilotenkarriere verhinderte. Er wurde stattdessen beim Armee Catering eingesetzt. Von 1946 bis 1951 hatte er ein Kochprogramm bei BBC Radio und von 1946 an war er im BBC Fernsehprogramm zu sehen. Außerdem veröffentlichte Harben ab 1945 mehrere Kochbücher.
In den 1950er Jahren hatte er regelmäßig eine Kolumne im British Woman’s Own Magazin. 1958 wirkte er bei der Gründung des Küchengeräteherstellers Harbenware mit.
Er starb 1970 und wurde auf dem Highgate Cemetery beerdigt.

## Sendungen

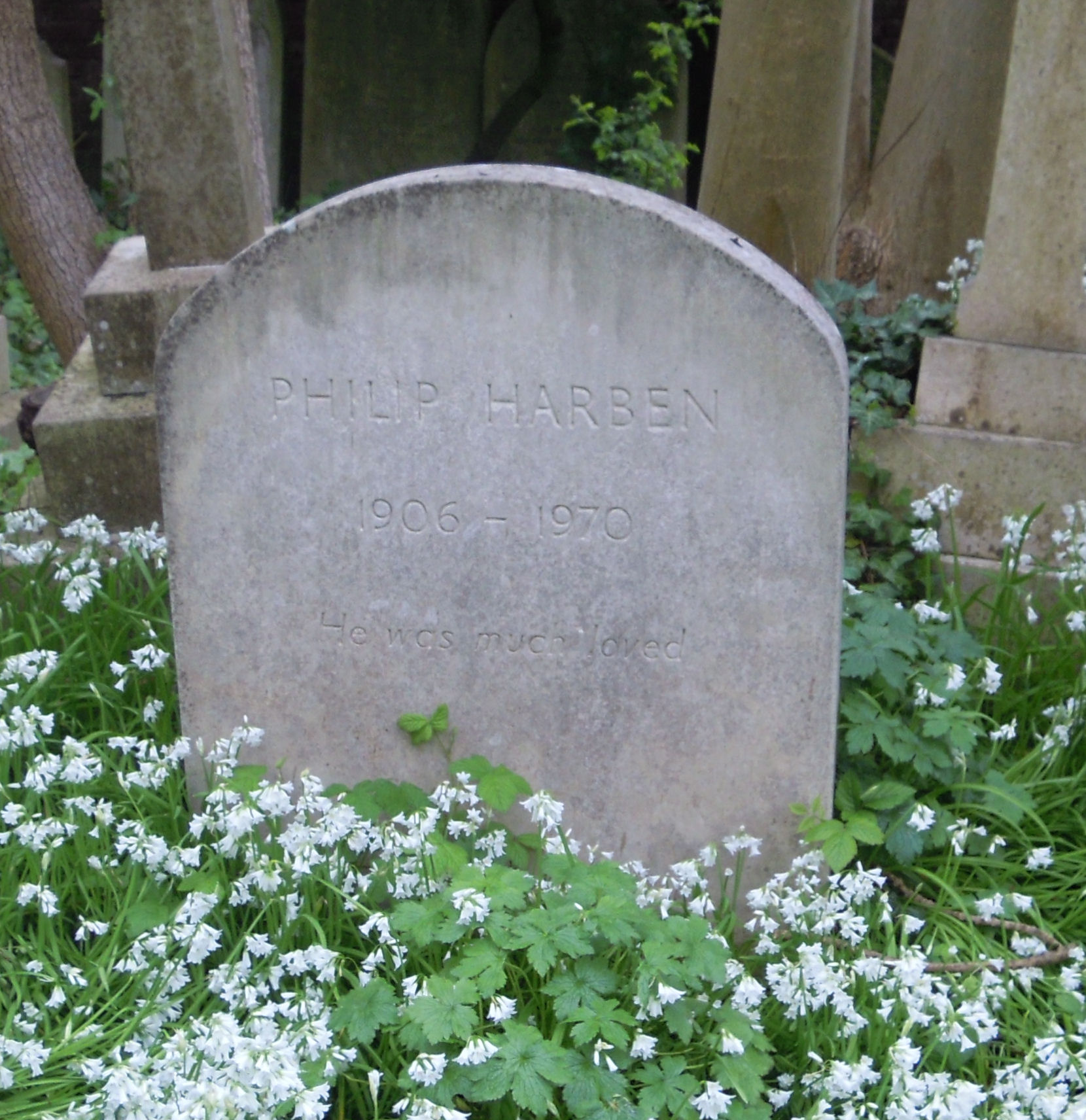
Grab auf dem Highgate Cemetery

- 1946–1951 Cookery
- 1951 Cookery Lesson
- 1956 What’s Cooking[4]

## Filmauftritte
- 1956: Pantomania, or Dick Whittington
- 1949: Dick Whittington

## Publikationen
- The Way to Cook. John Lane, The Bodley Head, London 1945.
- Cooking Quickly. John Lane, The Bodley Head, London 1946.
- mit Katharine Harben: Entertaining at Home. Bodley Head, London 1951.
- Television Cooking Book. Oldhams Press, London 1951.
- The Pocket Book of Modern Cooking. News of the World, 1951.
- The Young Cook: Peter Nevill, London 1952.
- Katharine Harben (Hg.): Cooking with Harben. Herbert Jenkins, London 1953.
- Traditional Dishes of Britain. Bodley Head, London 1953.
- Philip Harben’s Cookery Encyclopedia. Odhams, London 1955.
- The Teen-age Cook. Arco, London 1957.
- Best Dishes from Europe. Arco, London 1958.
- Best Quick Supper Dishes. Arco, London 1958.
- Best Party Dishes 1958.
- Cooking, Penguin, 1960.
- Philip Harben’s Book of the Frying Pan, Bodley Head, London 1960.
- Imperial Frying with Philip Harben. Bodley Head, London 1961.
- The Grammar of Cookery. Penguin, London 1965.
- The Way I Cook. Frewin, London 1965.
- The Tools of Cookery. Hodder Paperbacks, London 1968, ISBN 0-340-04410-1.
- Cooking Quickly. Clifton Books, Brighton 1969, ISBN 0-901255-01-7.
- Philip Harben's Count Down Cookery. Dent, London 1971, ISBN 0-460-03965-2.